# Califanthura dodecaseta
Califanthura dodecaseta là một loài chân đều trong họ Paranthuridae. Loài này được Kensley miêu tả khoa học năm 2003.